# John Casali
John Casali (* 20. Jahrhundert) ist ein britischer Tontechniker.
John Casali wurde beim Film Anfang der 1990er Jahre als Tonassistent tätig und danach ab Mitte der 2000er Jahre überwiegend als Sound-Mixer am Set. Für Bohemian Rhapsody wurde er 2019 mit dem Oscar für den bester Ton und den BAFTA Film Award ausgezeichnet. Insgesamt wirkte er bei über 60 internationalen Produktionen mit.

## Filmografie (Auswahl)
- 2008: Der Junge im gestreiften Pyjama (The Boy in the Striped Pyjamas)
- 2011: Zwei an einem Tag (One Day)
- 2011: Dame, König, As, Spion (Tinker Tailor Soldier Spy)
- 2012: Anna Karenina
- 2013: No Turning Back (Locke)
- 2014: Into the Woods
- 2015: Pan
- 2016: Assassin’s Creed
- 2016: Die Unfassbaren 2 (Now You See Me 2)
- 2017: Die Schöne und das Biest (Beauty and the Beast)
- 2017: Justice League
- 2017: Die dunkelste Stunde (Darkest Hour)
- 2018: Bohemian Rhapsody
- 2019: Maleficent: Mächte der Finsternis (Maleficent: Mistress of Evil)